# Kaori Momoi
Kaori Momoi (桃井 かおり Momoi Kaori?, n. 8 aprilie 1952, Setagaya, Tōkyō, Japonia) este o actriță de film și cântăreață japoneză.

## Biografie
Momoi s-a născut în Setagaya, un sector special al metropolei Tokyo, Japonia. La vârsta de 12 ani a mers la Londra pentru a studia dansul la Royal Ballet Academy. După trei ani s-a întors la Tokyo. A absolvit cursurile Școlii de Arte Dramatice Bungakuza. În 1971 Momoi a debutat în filmul Ai Futatabi (To Love Again) al regizorului Kon Ichikawa. Într-o carieră întinsă pe durata a 40 de ani a apărut în peste 60 de filme.
Ca actriță a lucrat cu regizori cunoscuți precum Akira Kurosawa (Kagemusha, 1980), Tatsumi Kumashiro (Seishun no Satetsu, 1974), Yoji Yamada (The Handkerchief Yellow, 1977 și Otoko wa Tsuraiyo, 1979), Shohei Imamura (De ce nu?, 1981), Shunji Iwai (Swallowtail Butterfly, 1996), Jun Ichikawa (Tokyo Yakyoku, 1997), Mitani Koki (Welcome Back, Mr. McDonald, 1997), Yoshimitsu Morita (Like Asura, 2003) și Takashi Miike (Izo, Sukiyaki Vestul Django).
A interpretat în filmul The Sun (2005), regizat de Alexander Sokurov, și a apărut în filmul Memoriile unei gheișe, regizat de Rob Marshall.
Pentru interpretările sale actoricești din Japonia, Momoi a câștigat numeroase premii. A câștigat de două ori premiul Academiei Japoneze de Filme pentru cea mai bună actriță și cea mai bună actriță în rol secundar și a fost aleasă cea mai bună actriță la Festivalul Internațional de Film de la New York din 1983 pentru rolul ei din Giwaku (Suspiciune).
Momoi a desfășurat diverse proiecte artistice, scriind scenariu, regizând și producând filme. Ea a lansat, de asemenea, aproximativ 15 discuri muzicale și a publicat eseuri.
A câștigat premiul pentru cea mai bună actriță la cel de-al șaptelea festival al Premiilor Hochi pentru Giwaku.

## Filmografie selectivă

### Regizoare
- 1991: Go Aisatsu #3 'Now it's the Best Moment in our Life!! (ご挨拶 第3話「NOW IT'S THE BEST MOMENT IN OUR LIFE!!」?)
- 2006: Ichijiku no kao (無花果の顔?)
- 2016: Hee (火 Hee?)

### Actriță

#### Filme de cinema
- 1971: Pourquoi ? (愛ふただび Ai futatabi?), regizat de Kon Ichikawa - Momoyo, sora lui Miya
- 1973: Le Doux Parfum d'Eros (エロスは甘き香り Erosu wa amaki kaori?), regizat de Toshiya Fujita - Etsuko
- 1974: Seishun no satetsu (青春の蹉跌?), regizat de Tatsumi Kumashiro - Tomiko Ohashi
- 1974: L'Assassinat de Ryōma (竜馬暗殺 Ryōma ansatsu?), regizat de Kazuo Kuroki - Tae
- 1975: Kushi no hi (櫛の火?), regizat de Tatsumi Kumashiro - Yasuko
- 1975: Africa no hikari (アフリカの光?), regizat de Tatsumi Kumashiro - Fujiko
- 1976: Le Meurtrier de la jeunesse (青春の殺人者 Seishun no satsujinsha?), regizat de Kazuhiko Hasegawa - Ikuko Ishikawa
- 1977: Les mouchoirs jaunes du bonheur (幸福の黄色いハンカチ Shiawase no kiiroi hankachi?), regizat de Yōji Yamada - Akemi Ogawa
- 1979: Otoko wa Tsurai yo: Tonderu Torajirō (男はつらいよ 翔んでる寅次郎?), regizat de Yōji Yamada - Hitomi
- 1979: Mo hozue wa tsukanai (もう頬づえはつかない?), regizat de Yōichi Higashi - Mariko[4]
- 1980: Kagemusha (影武者 Kagemusha?), regizat de Akira Kurosawa - Otsuyanokata, una dintre concubinele lui Takeda Shingen[5][6]
- 1980: Yūgure made (夕暮まで?), regizat de Kazuo Kuroki - Sugiko Emori[7]
- 1981: Eijanaika (ええじゃないか?), regizat de Shōhei Imamura - Ine
- 1982: Seishun no mon: Jiritsu hen (青春の門 自立篇?), regizat de Koreyoshi Kurahara - Kaoru
- 1982: Giwaku (疑惑?), regizat de Yoshitarō Nomura - Kumako Onizawa
- 1983: Shinguru garu (シングルガール?), regizat de Tōru Murakawa - Mina
- 1984: Main Theme (メイン・テーマ Mein tēma?), regizat de Yoshimitsu Morita - Kayoko Ise
- 1985: Ikite mitai mō ichido: Shinjuku basu hōka jiken (生きてみたいもう一度・新宿バス放火事件?), regizat de Hideo Onchi - Mitsuko Ishii
- 1986: Komikku zasshi nanka iranai! (コミック雑誌なんかいらない！?), regizat de Yōjirō Takita
- 1986: Kinema no tenchi (キネマの天地?), regizat de Yōji Yamada - împărăteasa Akiko
- 1986: O-nyanko za mūbi Kiki ippatu! (おニャン子ザ・ムービー 危機イッパツ!?), regizat de Masato Harada - Hotaru Hoashi[8]
- 1988: La Famille Yen (木村家の人々 Kimurake no hitobito?), regizat de Yōjirō Takita - Noriko Kimura
- 1988: Kamu onna (噛む女?), regizat de Tatsumi Kumashiro - Chikako Koga
- 1988: Demain - Asu (ＴＯＭＯＲＲＯＷ 明日 Tomorrow/Ashita?), regizat de Kazuo Kuroki - Tsuruko, sora lui Yae
- 1990: Prêt à tirer (われに撃つ用意あり Ware ni utsu yoi ari?), regizat de Kōji Wakamatsu - Ritsuko
- 1991: Go Aisatsu #3 'Now it's the Best Moment in our Life!! (ご挨拶 第3話「NOW IT'S THE BEST MOMENT IN OUR LIFE!!」?) - Keiko Murai
- 1994: Bō no kanashimi (棒の哀しみ?), regizat de Tatsumi Kumashiro - o clientă
- 1995: The Girl of Silence (ファザーファッカー Faza Fakka?), regizat de Genjirō Arato - Akemi Tanaka
- 1996: Tokiwa-so no seishun (トキワ荘の青春?), regizat de Jun Ichikawa - mama lui Fujimoto
- 1996: Swallowtail and Butterfly (スワロウテイル Suwarōteiru?), regizat de Shunji Iwai - Suzukino
- 1997: Bounce ko gals (バウンス ko GALS Baunsu ko gaurusu?), regizat de Masato Harada - Saki
- 1997: Tōkyō sérénade (東京夜曲 Tōkyō yakyoku?), regizat de Jun Ichikawa - Tami Ōsawa
- 1997: Dorīmu sutajiamu (ドリーム・スタジアム?), regizat de Kazuki Ōmori - Tomoe Nishiyama
- 1997: Welcome Back, Mr. McDonald (ラヂオの時間 Rajio no jikan?), regizat de Kōki Mitani - Takako Nakaura
- 1998: Le Chauffeur de taxi et l'écrivain (たどんとちくわ Tadon to chikuwa?), regizat de Jun Ichikawa
- 2000: Kurosufaia (クロスファイア?), regizat de Shūsuke Kaneko - Chikako Ishizu
- 2001: Histoire d'hommes à Pékin (藍宇, Lán Yǔ) de Stanley Kwan - Marianne
- 2003: Ashura no gotoku (阿修羅のごとく?), regizat de Yoshimitsu Morita - Toyoko Masukawa
- 2004: IZO (イゾウ?), regizat de Takashi Miike - Saya
- 2004: Revival Blues, regizat de Claude Gagnon
- 2005: Memoriile unei gheișe (Memoirs of a Geisha), regizat de Rob Marshall - O-Kami
- 2005: Le Soleil (Solntse), regizat de Alexandre Sokourov - împărăteasa Kojun
- 2005: The Many Faces of Chika (またの日の知華 Mata no hi no Chika?), regizat de Kazuo Hara - Chika
- 2006: Amour et Honneur (武士の一分 Bushi no ichibun?), regizat de Yōji Yamada - Ine Hatano
- 2006: Ichijiku no kao (無花果の顔?) - Kadowaki
- 2007: Sukiyaki Western Django (スキヤキ・ウエスタン ジャンゴ Sukiyaki Uesutan Jango?), regizat de Takashi Miike - Ruriko
- 2008: Yume no mani mani (夢のまにまに?), regizat de Takeo Kimura - mama lui Daisuke
- 2012: Crimes de guerre (Emperor), regizat de Peter Webber - Mitsuko Kajima
- 2016: Fukushima mon amour (Grüße aus Fukushima), regizat de Doris Dörrie - Satomi
- 2016: Hee (火 Hee?) - Azusa
- 2017: Ghost in the Shell, regizat de Rupert Sanders - Hairi Kusanagi

## Premii și distincții
- 1977: Premiul Panglica Albastră pentru cea mai bună actriță în rol secundar pentru interpretarea sa din Shiawase no kiiroi hankachi[9]
- 1977: Premiul Kinema Jumpo pentru cea mai bună actriță în rol secundar pentru interpretarea sa din Shiawase no kiiroi hankachi[10]
- 1979: Premiul Panglica Albastră pentru cea mai bună actriță pentru interpretările sale din Mo hozue wa tsukanai, Kamisama no Kureta Akambo și Otoko wa Tsurai yo: Tonderu Torajirō[9]
- 1979: Premiul Kinema Jumpo pentru cea mai bună actriță pentru interpretarea sa din Mo hozue wa tsukanai[11]
- 1988: Premiul Panglica Albastră pentru cea mai bună actriță pentru interpretarea sa din Kimurake no hitobito[12]
- 1988: Premiul Kinema Jumpo pentru cea mai bună actriță pentru interpretările sale din Kimurake no hitobito și Tomorrow/Ashita[13]
- 1997: Premiul Panglica Albastră pentru cea mai bună actriță
- 2008: Medalia de Onoare cu panglică purpurie
- 2016: Premiul Kinuyo Tanaka[14]

## Legături externe
- Site web oficial
- Kaori Momoi pe Instagram (în japoneză)
- Kaori Momoi la Internet Movie Database
- Kaori Momoi pe Japanese Movie Database